# Wahlkreis Meißen 2
Der Wahlkreis Meißen 2 (Wahlkreis 37) ist ein Landtagswahlkreis in Sachsen und existiert unter der Bezeichnung für das Wahlkreisgebiet seit 2014. Er umfasst die Städte Gröditz, Großenhain und Radeburg sowie die Gemeinden Ebersbach, Glaubitz, Lampertswalde, Nünchritz, Priestewitz, Röderaue, Schönfeld, Tauscha, Thiendorf und Wülknitz und damit den nordöstlichen Teil des Landkreises Meißen. Bei der letzten Landtagswahl 2019 waren 49.841 Einwohner wahlberechtigt.
Der Wahlkreis 38 hieß in den Jahren 1994 bis 2009 Wahlkreis Riesa-Großenhain 2. Er umfasste das gleiche Wahlkreisgebiet ohne die Stadt Radeburg, die zur Landtagswahl 2014 im Rahmen der Neustrukturierung der Landtagswahlkreise dem Wahlkreis Meißen 2 zugeteilt wurde.

## Wahl 2024
Die Landtagswahl 2024 führte zu folgendem Ergebnis:
| Direktkandidat    | Partei              | Erststimmen in % | Zweitstimmen in % |
| ----------------- | ------------------- | ---------------- | ----------------- |
| Sebastian Fischer | CDU                 | 31,9             | 31,6              |
| Mario Beger       | AfD                 | 47,5             | 40,8              |
| Ulrich Köhler     | Die Linke           | 4,0              | 2,1               |
| Thomas Berndt     | GRÜNE               | 1,4              | 1,6               |
| Anja Lux          | SPD                 | 5,9              | 4,7               |
| Sven Seurig       | FDP                 | 2,4              | 0,8               |
| Lucas Partuscheck | Freie Wähler        | 6,9              | 2,2               |
| –                 | Die Partei          | –                | 0,6               |
| –                 | Piraten             | –                | 0,2               |
| –                 | ÖDP                 | –                | 0,0               |
| –                 | BüSo                | –                | 0,1               |
| –                 | Tierschutz hier!    | –                | 1,0               |
| –                 | dieBasis            | –                | 0,2               |
| –                 | Bündnis C           | –                | 0,1               |
| –                 | Bündnis Deutschland | –                | 0,3               |
| –                 | BSW                 | –                | 10,8              |
| –                 | Freie Sachsen       | –                | 2,4               |
| –                 | V-Partei3           | –                | 0,1               |
| –                 | WU                  | –                | 0,3               |

## Wahl 2019
Amtliches Endergebnis der Landtagswahl am 1. September 2019 im Wahlkreis 38 – Meißen 2:
(Ergebnisse in Prozent)
| Direktkandidat    | Partei               | Direktstimmen | Listenstimmen |
| ----------------- | -------------------- | ------------- | ------------- |
| Sebastian Fischer | CDU                  | 32,2          | 30,9          |
| Erik Richter      | Die Linke            | 8,5           | 7,6           |
| Katja Schittko    | SPD                  | 6,3           | 6,1           |
| Mario Beger       | AfD                  | 40,1          | 38,0          |
| Thomas Berndt     | GRÜNE                | 4,1           | 3,9           |
| –                 | NPD                  | –             | 0,9           |
| Berthold Pursche  | FDP                  | 3,6           | 4,5           |
| André Langerfeld  | Freie Wähler         | 5,2           | 3,2           |
| –                 | Tierschutz           | –             | 1,5           |
| –                 | Piraten              | –             | 0,3           |
| –                 | Die PARTEI           | –             | 1,0           |
| –                 | BüSo                 | –             | 0,1           |
| –                 | ADPM                 | –             | 0,2           |
| –                 | Blaue Partei         | –             | 0,4           |
| –                 | KPD                  | –             | 0,1           |
| –                 | ÖDP                  | –             | 0,2           |
| –                 | Die Humanisten       | –             | 0,1           |
| –                 | PDV                  | –             | 0,1           |
| –                 | Gesundheitsforschung | –             | 0,8           |

| Wahlberechtigte | 49.841 |
| Wahlbeteiligung | 68,5 % |

## Wahl 2014
Die Landtagswahl 2014 hatte folgendes Ergebnis:
| Direktkandidat     | Partei          | Erststimmen in % | Zweitstimmen in % |
| ------------------ | --------------- | ---------------- | ----------------- |
| Sebastian Fischer  | CDU             | 41,4             | 42,0              |
| Kerstin Lauterbach | Die Linke       | 20,2             | 16,2              |
| Mario Beger        | AfD             | 12,1             | 12,3              |
| Rudolf Reiter      | SPD             | 10,0             | 10,9              |
| Peter Schreiber    | NPD             | 6,6              | 7,1               |
| Konrad Hardt       | FDP             | 3,3              | 3,9               |
| Innocent Töpper    | GRÜNE           | 2,8              | 2,7               |
| Frank Köhler       | Freie Wähler    | 1,5              | 1,2               |
| –                  | Tierschutz      | –                | 1,1               |
| Michael Bauschke   | Piraten         | 1,4              | 1,0               |
| –                  | DSU             | –                | 0,5               |
| Thomas Born        | BüSo            | 0,7              | 0,4               |
| –                  | Die PARTEI      | –                | 0,4               |
| –                  | pro Deutschland | –                | 0,2               |

## Bisherige Abgeordnete
Direkt gewählte Abgeordnete des Wahlkreises Meißen 2 /Riesa-Großenhain 2/Großenhain - Riesa II waren:
| Jahr | Name              | Partei | Anteil der Erststimmen |
| ---- | ----------------- | ------ | ---------------------- |
| 2019 | Mario Beger       | AfD    | 40,1 %                 |
| 2014 | Sebastian Fischer | CDU    | 41,4 %                 |
| 2009 | Sebastian Fischer | CDU    | 38,5 %                 |
| 2004 | Horst Rasch       | CDU    | 44,8 %                 |
| 1999 | Horst Rasch       | CDU    | 54,3 %                 |
| 1994 | Horst Rasch       | CDU    | 48,1 %                 |
| 1990 | Horst Rasch       | CDU    | 52,2 %                 |

## Landtagswahlen 1990–2019
Die Ergebnisse der Landtagswahlen seit 1990 im Gebiet des heutigen Wahlkreises 38 (Meißen 2/Riesa-Großenhain 2/Großenhain - Riesa II) waren (Zweit- bzw. Listenstimmen):
| Partei   | 1990 | 1994 | 1999 | 2004 | 2009 | 2014 | 2019 |
| -------- | ---- | ---- | ---- | ---- | ---- | ---- | ---- |
| CDU      | 56,6 | 58,7 | 59,1 | 41,7 | 42,4 | 42,0 | 30,9 |
| PDS      | 9,5  | 15,8 | 21,6 | 22,5 | 18,8 | 16,2 | 07,6 |
| AfD      | –    | –    | –    | –    | –    | 12,3 | 38,0 |
| SPD      | 19,1 | 16,1 | 09,0 | 07,2 | 08,7 | 10,9 | 06,1 |
| NPD      | 00,8 | -    | 02,4 | 13,9 | 08,8 | 07,1 | 00,9 |
| FDP      | 04,3 | 02,5 | 00,9 | 06,0 | 10,0 | 03,9 | 04,5 |
| GRÜNE    | 4,5  | 3,8  | 1,5  | 3,3  | 3,2  | 2,7  | 3,9  |
| Sonstige | 5,2  | 3,1  | 5,4  | 5,4  | 8,1  | 4,8  | 8,0  |